# افي كوهن
افي كوهن (بالعبرية: אבי כהן‏) (القاهرة، 14 نوفمبر 1956 - تل أبيب، 29 ديسمبر 2010) هو لاعب كرة قدم إسرائيلي في مركزي الدفاع والظهير، شارك في الألعاب الأولمبية الصيفية 1976. وشارك مع منتخب إسرائيل لكرة القدم. أما مع النوادي، فقد لعب مع مكابي نتانيا ونادي رينجرز ونادي ليفربول ونادي مكابي تل أبيب.

## مسيرته الكروية
لعب افي كوهن خلال مسيرته الاحترافية مع 4 أندية في ثمانية عشر موسمًا وسجل خلالها 16 هدفًا ضمن 360 مباراة. حيث فاز في موسمين بالكأس وفي ثلاثة مواسم بالدوري.
خاض افي كوهن مسيرته مع نادي مكابي تل أبيب في موسم 1973–74 في المرة الأولى ليلعب معه أربعة مواسم ثم في موسم 1981–82 ليلعب معه ثمانية مواسم ثم في موسم 1988–89 ولمدة موسمين، مشاركًا طوالها في 332 مباراة سجل خلالها 15 هدفًا. ثم انتقل إلى نادي ليفربول في موسم 1979–80 ولمدة موسمين، حيث شارك في 18 مباراة سجل خلالها هدفًا واحدًا. لينتقل بعدها إلى نادي رينجرز في موسم 1987–88 لمدة موسم واحد، مشاركًا في 7 مباريات ولم يسجل أي هدف. ثم انتقل إلى نادي مكابي نتانيا في موسم 1991–92 لمدة موسم واحد، مشاركًا في 3 مباريات ولم يسجل أي هدف أيضًا.

## وصلات خارجية
- افي كوهن على موقع الاتحاد الدولي (مؤرشف)  (الإنجليزية)
- افي كوهن على موقع قاعدة بيانات كرة القدم.إي يو (الإنجليزية)
- افي كوهن على موقع ناشيونال فوتبول تيمز (الإنجليزية)
- افي كوهن على موقع عالم كرة القدم.نت (الإنجليزية)
- افي كوهن على موقع أوليمبيديا (الإنجليزية)